# 麦宝嬋
麦 宝嬋（麥 寶嬋、マク・ボウシム、Bow Sim Mark）は、アメリカ合衆国の武術家。アメリカ、ボストンにある「中華武術研究所(
Chinese Wushu Research Institute)」の創健者であり「麥寶嬋太極協會(Bow Sim Mark Tai Chi Arts Association)」創始者。夫は香港の新聞社、星島日報のボストン支局で編集員を務めた甄雲龍（クライスラー・イェン）。息子に香港のアクション俳優でアクション監督の甄子丹（ドニー・イェン）、娘に女優の甄子菁（クリス・イェン）を持つ。

## 経歴・人物

### 幼少、広東省時代
中華民国時代の中国大陸、広東省台山市で生まれる。歌や踊りが得意で、粤劇（えつげき、広東オペラ）を愛し地元の劇団に入団することを夢見る少女であった。また父や叔伯が武術愛好者であったため、幼い頃より槍や棒に親しんだという。
まず長拳剣術を学び、その後、かつて“五虎下江南（北方武術を南に伝えた五虎）”の1人と数えられ太極拳・八卦掌・形意拳の三つを総合した「傅式太極拳」と「傅式太極剣」の宗師、傅振嵩の息子である傅永輝のもとへ入門。彼女の育った広大な農村では武術は男女に公平であった。10年もしないうちに、師、傅永輝の高弟として武館で代稽古をするまでになる。やがて師匠はマクに2巻の書を与え、それは彼女が正式な継承者として認められたことを意味した。
また武術のほかにソプラノ歌手としてアマチュア活動も行っており、夫である甄雲龍は広州華南歌舞団のバイオリニストであった。2人は同郷の同級生で1962年に結婚。翌年ドニーが生まれる。やがて文化大革命の嵐が吹き始めた中国大陸を出るため、まずは夫が幼い息子を連れて肉親の住む香港へと移住。彼はしばしば中国を訪れることができたが、なかなかマクの移住が認められず、親子が揃ったのは1973年。9歳となっていた息子ドニーに武術を教え始める。毎日学校に行く前の朝5時に鍛練を始め、なにかあると母は息子のお尻を棒で打ち据えたという。そして2年後の1975年、『総合太極拳』という初めての武術教材書を出版。同年、娘クリスを加えた一家4人はアメリカのボストンへ移住した。

### アメリカ移住後
移住したばかりの頃は生活も苦しく、ドニーは当時の事を「食料配給チケットを使っていた」と語っている。6、70年代はボストンの中華街でも武館は盛況であり、翌年にはマクも自らの武館にあたる「中華武術研究所」を設立。しかし女性であるということで男性主体の武術界では孤立することになり、いやがらせに武館に石を投げつけられることもあったという。
そんななか積極的に外国人を生徒に迎え、武術の国際化を目指した。
また当時中国大陸では、実戦のためとは違う太極拳として、伝統的な套路（とうろ）と呼ばれる練習の型を再編し健康運動として推進した簡略化太極拳（制定拳）が普及しており、1981年にはその生みの親である国家体育委員会の李天驥（りてんき）から教えを受けている。

### 師父として
アメリカに移り住み「中華武術研究所」を開設した時、マクは3つの目標を持っていた。まずアメリカの大学の体育授業において武術を導入すること。次に武術全集を出版し、そして武術表演チームを作ってアメリカ人に武術を知ってもらうこと。娘クリスは、少女時代母のもとで稽古を重ね武術隊の一員としてデモンストレーションを行う休日を送ったと語っている。そして新聞社に勤める夫の助けを借りながら多くの武術書を出版、また教則ビデオなども制作した。
言葉通り1986年、マクはボストン大学の体育科目武術の最初の教師となり、17年間武術と太極拳を教えた。単位も認定され、授業は毎年人気が高く満員であった。1992年からはハーバード大学の演劇コースでも授業を持ち、『白蛇三盜仙草』『猴王拜觀音』『昭君出塞』といった中国の古典劇と武術を融合させた舞台を創作しアメリカン・レパートリー劇場で上演。また自らも中国古曲を使った武当剣舞や、太極拳とリボンを使った表演（演武）“Sword and Ribbon”などを発表した。
1995年「麥寶嬋太極協會」を設立。各国に支部を持ち多くの武術家を輩出した。マクは他の武館と競うつもりはなく、いかなる政治にも関与する気はないと言う。「私は、戦いのためではない健全な鍛練としての武術を推進してきました。高度なレベルの修練とは、技術の高さではなく武術の精神にあります。相手が銃を持っていない限り、恐れるものはなにもありません」。
2000年にはアメリカの老舗武術雑誌である“Black Belt”が「今世紀最も影響力のある武術家20」の1人に選出、“Inside Kung Fu ”誌も「この30年で最も影響力の大きい武術マスター」の1人に選んでいる。
また2014年には、夫雲龍の75歳の誕生日と金婚式を兼ねたパーティを子供たちが催し、そこで長年地域の文化教育に尽力してきた（夫も中国系移民の為の教育活動を長年継続）夫妻にボストン市から当日の2014年7月17日を「甄氏夫妻の日」と制定したことが伝えられた。
子育ての哲学を聞かれ、彼女は「私はいい母親ではありません」と語った。「私は母としてより師父（師匠）としてふるまうことの方が多かった、大変厳しかったです」と答えている。ボストンにいた若い時には反抗したという息子ドニーも、今ではその功績を称え「彼女は一生を中国武術の為に捧げました、中国の少女が新しい模範を作り上げたのです」とコメントし、今あるのは彼女のお陰、母は私の誇りですと事あるごとに述べている。
2016年、74歳でセミリタイアし、現在は武館を娘クリスと長年の弟子であるJean Lukitshに任せることになった。